# Whose Line is it Anyway?
Whose Line is it Anyway? (tạm dịch: "Rốt cục thì... điện thoại này của ai?" hay là "À... mà ai đầu dây bên kia vậy?") là một chương trình tấu hài ứng biến. Ban đầu, chương trình phát thanh trên sóng radio Anh quốc trước khi chuyển sang truyền hình vào năm 1988 dưới dạng dài tập của kênh Channel 4. Nội dung chương trình xoay quanh việc thử thách khả năng ứng biến tại chỗ của 4 nghệ sĩ với các đề thi đa dạng được đưa ra từ phía giám khảo và khán giả.
Phiên bản Anh kết thúc năm 1999 nối tiếp bởi phiên bản Mỹ phát sóng từ 1998 tới 2007. Chương trình tiếp tục được hồi sinh năm 2013. Giám khảo kiêm điều khiển chương trình lần lượt là Clive Anderson cho phiên bản Anh, Drew Carey trên hệ thống kênh ABC và Aisha Tyler trên kênh the CW cho phiên bản Mỹ.

## Các phiên bản quốc tế
- De Lama's (2004 - 2008), Hà Lan
- Lo Kar Lo Baat, Ấn Độ
- Frei Schnauze, Đức
- Minus Manus và Spinn (kênh: TVNorge), Nauy
- Shel Mi HaShura HaZot? (של מי השורה הזאת), Israel
- Anında Görüntü Show, Thổ Nhĩ Kỳ[3]
- Tsotskhali Show, Gruzia
- Pagauk kampą, Litva
- Kamikaze, Pháp - Canada
- Beugró:[4] Hungary[5] (TV2) [6] (Magyar Televízió),[7] Cool TV [8]
- Vedetään hatusta (2010; kênh MTV3), Phần Lan
- Stutt í Spunann (1998 - 2000 - kênh RÚV), Ailen
- Actorlympics TV (Kênh NTV7), Malaysia
- Spontan (kênh: Astro Warna), Malaysia
- Super Spontan (kênh: Astro Warna và Astro Mustika HD), Malaysia
- É Tudo Improviso, Brazil
- Partička, Slovakia
- Partička, Czech republic
- Los Improvisadores (Kênh: Via X), Chile
- Hatten Rundt, Đan Mạch
- Improvisa, Ecuador
- Шоу ни бе ни ме нехило'', Nga[9]
- Los Impredecibles (2011; kênh Canal Caracol), Colombia
- Se le tiene (2011; kênh Canal RCN), Colombia
- De Grote Improvisatieshow (2013), Hà Lan
- Kapse to Senario (2011 - 2013; kênh Mega Channel), Hy Lạp
- I kto to mówi? (2013; kênh TVP2), Phần Lan
- Bí mật đêm Chủ Nhật (2015; kênh HTV7), Việt Nam

## Nghệ sĩ tham gia

### Mỹ

#### Chính
- Colin Mochrie – 261 tập
- Ryan Stiles – 259 tập
- Wayne Brady – 252 tập (chơi chính: mùa 2 – 7, 9 –; khách mời: mùa 1 & 8)
- Drew Carey (chủ khảo) – 219 tập (mùa 1 – 8)
- Aisha Tyler (chủ khảo) – 42 tập (mùa 9 –)

| - Greg Proops – 62 tập - Brad Sherwood – 58 tập - Chip Esten – 39 tập - Kathy Greenwood – 33 tập - Jeff Davis – 20 tập - Denny Siegel – 14 tập - Gary Anthony Williams – 8 tập - Heather Anne Campbell – 5 tập - Keegan-Michael Key – 5 tập - Jonathan Mangum – 4 tập - Nyima Funk – 4 tập - Karen Maruyama – 3 tập |

### Khách mời
| Mùa 1–8 - Kathy Griffin – 4 tập - Patrick Bristow – 2 tập - Stephen Colbert – 2 tập - Whoopi Goldberg – 2 tập - Ian Gomez – 2 tập - Josie Lawrence – 2 tập - Jerry Springer – 2 tập - Kathy Kinney (mùa 1, tập 6) - Robin Williams (mùa 3, tập 9) - Lassie và Sid Caesar (mùa 4, tập 15) - Hugh Hefner (mùa 4, tập 24) - Florence Henderson (mùa 5, tập 4) - Joanie "Chyna" Laurer (mùa 5, tập 8) - Richard Simmons (mùa 5, tập 17) - David Hasselhoff (mùa 5, tập 19) - Jayne Trcka (mùa 5, tập 21) - Veena and Neena Bidasha (mùa 5, tập 25) - Undarma Darihu (mùa 5, tập 28) - Đội cổ vũ đãi học Loyola Marymount University (mùa 6, tập 6) - Santa Claus and Donner (mùa 8, tập 6) | mùa 9 - Lauren Cohan (tập 1) - Kevin McHale (tập 2) - Candice Accola (tập 3) - Kyle Richards (tập 4) - Mary Killman và Mariya Koroleva (tập 5) - Wilson Bethel (tập 6) - Lisa Leslie (tập 7) - Laila Ali (tập 9) - Maggie Q (tập 10) - Chloe Butler (tập 11) - Shawn Johnson (tập 12) | mùa 10 - Kat Graham (tập 1) - Tara Lipinski (tập 2) - Verne Troyer (tập 3) - Darren Criss (tập 4) - Michael Weatherly (tập 5) - Byambajav Ulambayar (tập 6) - Nolan Gould (tập 7) - Mircea Monroe (tập 8) - Jack Osbourne (tập 10) - Rob Gronkowski (tập 11) - Robbie Amell (tập 12) - Misha Collins (tập 13) - Sheryl Underwood (tập 14) - Mel B. (tập 15) - Kunal Nayyar (tập 16) - Padma Lakshmi (tập 18) - Matt Barnes (tập 20) - Brian Shaw (tập 22) - Wendi McLendon-Covey (tập 23) | mùa 11 - Cedric the Entertainer (tập 1) - Adelaide Kane (tập 2) - Jamie Camil (tập 4) - Scott Porter (tập 5) - Willie Robertson (tập 6) |

### Việt Nam
- Hoài Linh (chủ khảo)

#### Chính
- Việt Hương
- Chí Tài
- Trường Giang
- Trấn Thành

#### Khách mời
Anh Đức, Hoàng Mập, Thu Trang, Ngô Kiến Huy, Isaac, Khởi My, Thanh Duy, Ninh Dương Lan Ngọc, Phi Thanh Vân, Xuân Lan

## Giải thưởng

### Phiên bản Mỹ
Thắng:
- 2003: Giải Emmy cho phần trình diễn đơn trong chương trình tạp kỹ - ca nhạc xuất sắc: Wayne Brady

Đề cử:
- 2001: Giải Emmy cho phần trình diễn đơn trong chương trình tạp kỹ - ca nhạc xuất sắc: Wayne Brady
- 2002: Giải Emmy cho phần trình diễn đơn trong chương trình tạp kỹ - ca nhạc xuất sắc: Wayne Brady
- 2002: Giải Emmy cho phần trình diễn đơn trong chương trình tạp kỹ - ca nhạc xuất sắc: Ryan Stiles